# Gonomyia pacifica
Gonomyia pacifica là một loài ruồi trong họ Limoniidae. Chúng phân bố ở miền Australasia.